# 中町 (泉佐野市)
中町（なかまち）は、大阪府泉佐野市の地名。現行行政地名は中町一丁目から中町四丁目。住居表示実施済み。

## 地理
泉佐野市の北部に位置し、東に市場西と葵町、西に新安松と南中安松、南に泉佐野、北に高松東と高松南に接している。

## 世帯数と人口
2020年（令和2年）4月30日現在（泉佐野市発表）の世帯数と人口は以下の通りである。
| 丁目       | 世帯数    | 人口    |
| ---------- | --------- | ------- |
| 中町一丁目 | 480世帯   | 970人   |
| 中町二丁目 | 234世帯   | 421人   |
| 中町三丁目 | 195世帯   | 403人   |
| 中町四丁目 | 108世帯   | 184人   |
| 計         | 1,017世帯 | 1,978人 |

## 学区
市立小・中学校に通う場合、学区は以下の通りとなる。
| 丁目       | 番地 | 小学校               | 中学校                                         |
| ---------- | ---- | -------------------- | ---------------------------------------------- |
| 中町一丁目 | 全域 | 泉佐野市立第二小学校 | 泉佐野市立新池中学校または泉佐野市立佐野中学校 |
| 中町二丁目 | 全域 | 泉佐野市立第二小学校 | 泉佐野市立新池中学校または泉佐野市立佐野中学校 |
| 中町三丁目 | 全域 | 泉佐野市立第二小学校 | 泉佐野市立新池中学校または泉佐野市立佐野中学校 |
| 中町四丁目 | 全域 | 泉佐野市立第二小学校 | 泉佐野市立新池中学校または泉佐野市立佐野中学校 |

## 事業所
2016年（平成28年）現在の経済センサス調査による事業所数と従業員数は以下の通りである。
| 丁目       | 事業所数 | 従業員数 |
| ---------- | -------- | -------- |
| 中町一丁目 | 21事業所 | 218人    |
| 中町二丁目 | 31事業所 | 627人    |
| 中町三丁目 | 25事業所 | 238人    |
| 中町四丁目 | 10事業所 | 156人    |
| 計         | 87事業所 | 1,239人  |

## 交通

### 鉄道
町域内にはなく、南海電鉄泉佐野駅が最寄り駅になっている。

### 道路
- 関西空港自動車道
  - 泉佐野インターチェンジ
- 国道26号
- 国道481号

## 施設
- 佐野記念病院

## その他

### 日本郵便
- 郵便番号 : 598-0013[3]（集配局：泉佐野郵便局[9]）。